# Reuentaler Mühle

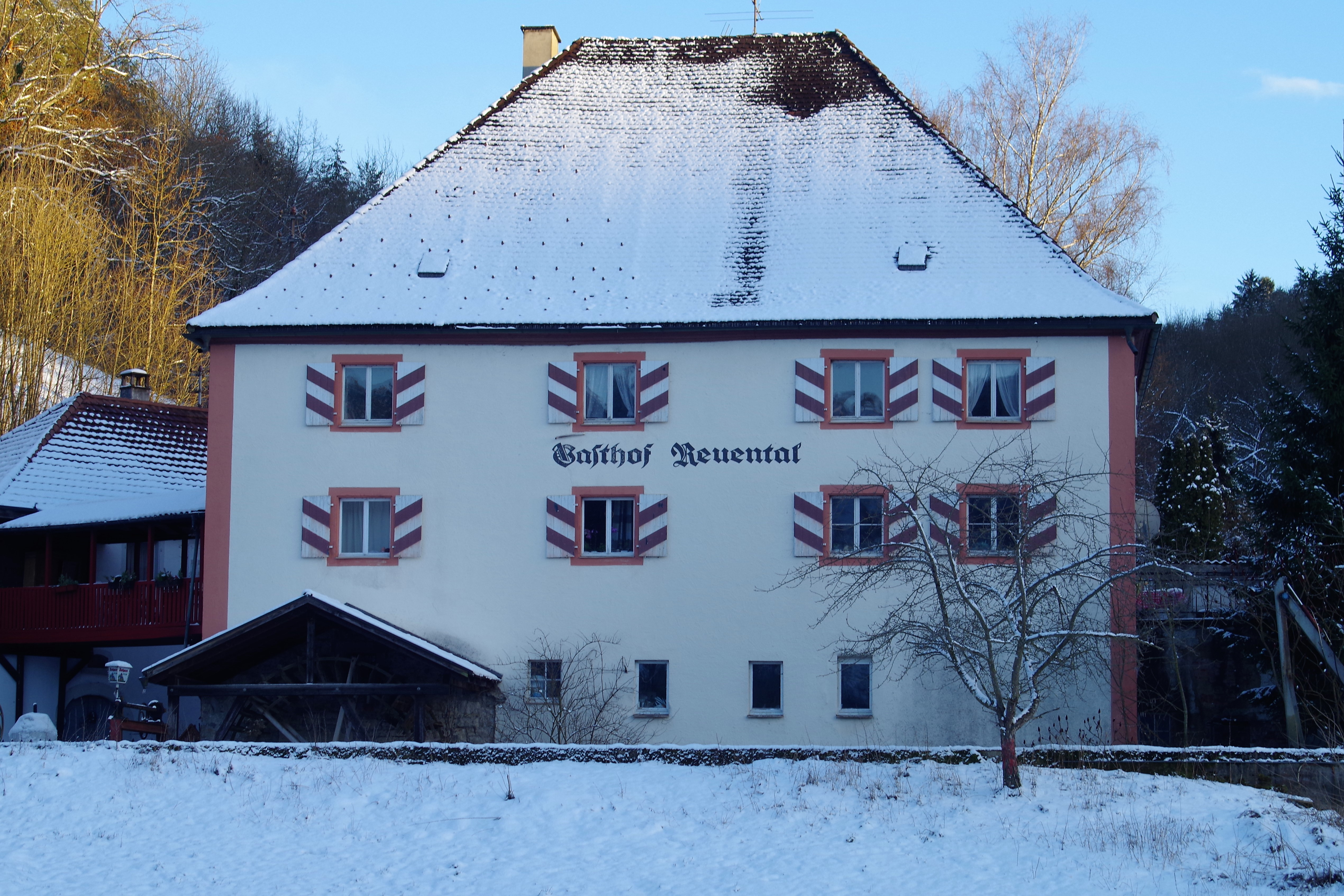
Die Reuentaler Mühle an der Wutach bei Oftringen

Die Reuentaler Mühle, auch Reuenthaler Mühle, ist eine ehemalige Mahl- und Sägemühle und Speiserestaurant in dem Wutöschinger Ortsteil Ofteringen im Landkreis Waldshut.

## Geschichte
Das Dorf Rŭwental, erstmals im Habsburger Urbar genannt, bezieht sich wohl auf Oftringen im Aargau. Das 1489 genannte Rúwental dürfte sich ebenfalls auf das heute zur Schweiz gehörende Full-Reuenthal beziehen. Ferdinand Hasenfratz erwähnt ein Geschlecht von Rewental, kann aber keine Belege liefern. Im Laufenburger Lehensverzeichniss ist gemäß Hasenfratz jedoch explizit von der Reuentaler Mühle die Rede: Im Jahre 1318 besaßen die Brüder Johann und Friedrich von Ofteringen des Bogners Hube und die Mühle zu Reuental und eine Mühle nahebei, als ein Lehen der Habsburger. Die Herren von Ofteringen werden in einigen Urkunden genannt. Erster ist wohl Herr Huc von Ofteringen (1257), weiter unter anderem der Ritter Hainrich von Ofteringen und ein Gerung von Ofteringen. Sie besaßen auch die Burg Ofteringen in Laufenburg. Ihr Wappen entsprach dem heutigen Ortswappen mit den drei liegenden silbernen Halbmonden auf rotem Schild.
1428 kaufte Heinrich von Erzingen die Reuentaler Mühle, die Herren von Erzingen besaßen zeitweise auch die oberhalb gelegene Mühle Wunderklingen.
Am 17. Januar 1489 verkauften Junker Symon von Aerzingen und seine Frau, geb. Truchseß von Hefingen an Michael Schwarzberer als bevollmächtigten Anwalt des Freiherrn Bernhard Gradner zu Eglisau zwölf Mutt Kernen und zehn Gulden ewiges Gült Schaffhauser Münze von ihrer Mühle zu Reuental und den Zehnten zu Ofteringen um 356 rheinische Gulden.
Am 3. November 1550 erhielt Pankraz von Ofteringen, genannt Gutjahr, einige Lehnsrechte und Zehntgefälle der Reuentaler Mühle von den Grafen von Lupfen.
1568 wurde die Kellerei Reuentaler Mühle erbaut. Im Dreißigjährigen Krieg wurde die Mühle mehrfach geplündert und zerstört. Am 12. Dezember 1676 verfasste der letzte Junker von Ofteringen, Karl Gutjahr, sein Testament zu Gunsten der Abtei Rheinau. Franz Maximilian von Fürstenberg († 1681) erhob Einspruch, da es ein erledigtes Lehen der Grafschaft Stühlingen sei. Da er aber bald verstarb und seine Nachfolger minderjährig und deren Vormünder Rheinau ergeben waren, bekam das Kloster die Güter und das Schloss Ofteringen in einem Vergleich zugesprochen, wobei das Haus Fürstenberg mit Geld abgefunden wurde. Die Besitzverhältnisse der Mühle waren dann etwa 70 Jahre lang umstritten, bis ebenfalls ein Vergleich getroffen wurde.
1718 wird J.(ohann) M.(artin) Ofteringer als Besitzer der Mühle genannt. 1785 wurden die Gebäude neu erbaut. Zur Mühle gehörte eine Säge, die noch besteht, aber nicht mehr betrieben wird. Betrieben wird in der gleichen Familie nach wie vor die Gastronomie mit beliebtem Rittermahl in historischen Räumen.